# Alà dei Sardi
Alà dei Sardi település Olaszországban, Szardínia régióban, Olbia-Tempio megyében. Lakosainak száma 1760 fő (2023. január 1.). Alà dei Sardi Bitti, Buddusò, Monti, Olbia, Oschiri, Padru és Berchidda községekkel határos.

## Népesség
A település népességének változása:
| Lakosok száma | 1878 | 1853 | 1760 |
|               | 2017 | 2018 | 2023 |